# Småtjärnarna (Hällesjö socken, Jämtland, 697099-150949)
Småtjärnarna är en sjö i Bräcke kommun i Jämtland och ingår i Ljungans huvudavrinningsområde.